# Au Chic resto pop
Pour plus de détails, voir Fiche technique et Distribution.
Au Chic resto pop est un documentaire réalisé en 1990 par Tahani Rached sur un restaurant d'économie sociale dans le quartier Hochelaga-Maisonneuve à Montréal.

## Synopsis
Ce documentaire engagé porte sur les activités d’un restaurant communautaire de Montréal, le Resto pop, où l'on sert des repas aux plus démunis,. La réalisatrice  filme sur le terrain les personnes qui y travaillent et aborde, à travers des entrevues et des chansons des artisans du restaurant, les questions de la faim, de la pauvreté mais aussi celles de la débrouillardise et de l’engagement,,.

## Fiche technique
- Titre original : Au Chic Resto Pop[1]
- Réalisation : Tahani Rached
- Photographie : Jacques Leduc
- Montage : Monique Fortier
- Son : Esther Auger, Claude Beaugrand, Marie-Claude Gagné, Jean-Pierre Joutel
- Musique : Stephen Faulkner
- Production : Eric Michel, Office National du Film du Canada
- Pays d'origine :  Canada
- Langue originale : Français
- Durée : 85 minutes
- Genre : Documentaire, comédie musicale documentaire[7], documentaire social[8]
- Dates de sortie : présenté le 28 août 1990 au Parisien[9] et en première au Festival des Films du Monde le 28 août 1990[10]

## Contexte

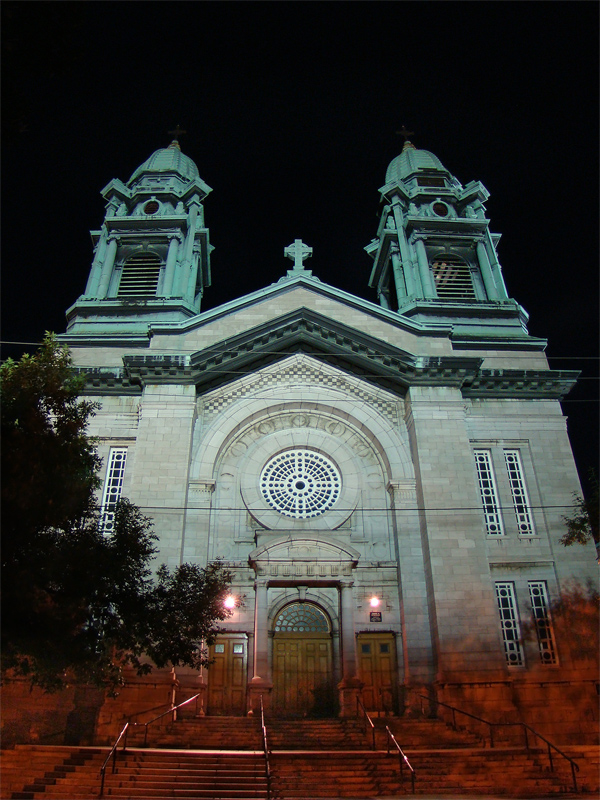
Église Très-Saint-Rédempteur, qui a accueilli le Resto pop dans ses premières années

Pendant la préparation du documentaire, le quartier de Hochelaga-Maisonneuve est l'un des plus pauvres du Canada : il est confronté aux problèmes du chômage, du logement et de la drogue. C'est dans ce contexte, où le taux de criminalité et de suicide chez les jeunes est élevé, qu'émerge en 1985 un organisme communautaire solidaire créé par et pour les "assistés sociaux" : Le resto pop (renommé en 1995 Le chic resto pop). Situé au sous-sol de l'église Très-Saint-Rédempteur au croisement des rues Adam et Joliette, la cuisine collective prépare plus de 250 repas par jour à l'aide de récupérations des denrées alimentaires des grossistes (Provigo, Dunkin Donuts, IGA, le Marché de l'Est, les bouchers, les abattoirs, …). Le Resto Pop distribue ainsi ses repas gratuitement ou à faible coût: $1 pour les enfants, $2 pour les adultes ayant une aide sociale, et $3 pour les travailleurs alors que les pertes à cette époque sur le marché de l'alimentation au Québec s'évaluent en une année à 50 millions de dollars (soit 5 % du milliard de dollars que représente en une année le marché de l'alimentation de l'époque au Québec). 
Avec 20 % de sa population vivant sous le seuil de pauvreté, Montréal fait partie en 1990 des villes canadiennes les plus démunies : beaucoup de familles subissent encore la récession de 1982. Pour cela, le Resto Pop crée une structure de formation au travail pour favoriser l'éducation et l'insertion professionnelle. Il est alors géré par les habitants du quartier et compte une équipe d'une trentaine de personnes. Le restaurant prend aussi particulièrement soin des enfants des écoles du quartier : un quart des enfants de Montréal ne mangent pas à leur faim et 40 % des bénéficiaires sur les 400 organismes d'entraides à Montréal sont des enfants.
Même s'il est aidé par des subventions du gouvernement et par des dons de fondations, l'organisation du Resto pop prône l'autofinancement, le développement de l'autonomie par la lutte contre le gaspillage et la société de consommation, et la reconnaissance du travail des femmes. Le restaurant devient alors une lutte contre l'isolement, le burn-out, et le rejet social.

## Production

### Genèse
Avec l'idée de faire un film sur la pauvreté, Tahani Rached commence ses recherches en juin-juillet 1988  dans le quartier Hochelaga-Maisonneuve pour ses aspects ouvriers, son histoire liée à la désindustrialisation et aux fermetures des entreprises, et à la présence de nombreuses associations. N'ayant pas d'endroits précis à investir au début de ses recherches, elle passe un an à parler aux personnes du quartier, à recueillir des renseignements pour ses propres statistiques sur le chômage (20 %), les assistés sociaux (28 %), les familles monoparentales (22 %), et les études des jeunes (77 % ne finissent pas leurs études secondaires).
Elle trouve son sujet au restaurant populaire le Resto pop où elle se rend tous les jours à partir de septembre 1988. Elle s'aperçoit qu'elle connaît la directrice générale avec qui elle manifestait en 1968 en faveur de la Palestine. Tahani Rached est alors frappée par le décalage entre la bonne humeur constante des gens et les histoires bouleversantes de leurs vies. Elle prend conscience du décalage entre l'image misérable des personnes issues de la pauvreté et la réalité à laquelle elle se confronte par ses rencontres au Resto pop : « Les " vrais " sujets des films, ceux qui n'avaient ni déjeuné ni dîné, ni ce jour, ni le jour d'avant ou le précédent, étaient presque toujours présentés comme des personnages coincés et démunis face à une réalité accablante. Par contre, dans la vraie vie, j'ai rencontré des êtres extraordinaires qui allaient me permettre, sans escamoter l'injustice ou le côté inadmissible de la pauvreté dans un pays riche, de montrer un autre visage de cette même réalité : celle dont j'ai été témoin, celle qui est marquée par le courage, la dignité, l'humour et la volonté de se prendre en main ».

### Développement
La réalisatrice souhaite éviter tout misérabilisme : « je ne voulais pas faire un film où le spectateur dirait que la pauvreté est épouvantable ». Son défi : communiquer la joie de vivre des personnes du Resto pop et aborder le thème de la pauvreté en dehors des stéréotypes tout en l'incluant dans le domaine de la richesse et du gaspillage, de la surconsommation et du capitalisme, de l'engagement et du partage.  
« Avec ce film, j'ai appris à oser, à prendre des risques. Dans les démarches précédentes, j'ai toujours beaucoup travaillé avec l'émotion mais de façon plus 'straight', moins libre, plus encadrée. Maintenant, je sais que je peux travailler autrement c'est-à-dire sans toujours savoir où les choses vont aller. Et je voudrais garder cette approche pour tous mes autres films [...] Je suis une autodidacte et je fonctionne beaucoup à l'intuition, je n'ai pas de méthode de travail précise car celle-ci se développe au fur et à mesure que j'avance dans mon sujet ».

### Tournage
On lui accorde vingt jours de tournage (au lieu de quinze initialement). Fin mai-début juin 1989 : douze jours sont prévus pour le tournage sur la vie du restaurant, et huit pour l'enregistrement des chansons.

### Bande originale
Avec la collaboration de Cassonade (Stephen Faulkner), les personnes réelles du documentaire – à savoir l’équipe du Resto pop - écrivent et interprètent leurs propres chansons autour desquelles le film est tourné. On y trouve l'aide cuisinière Marie-Jeanne  influencée dans sa chanson par Ginette Reno, Philippe le rockeur responsable de la tournée des marchands et des grossistes chantant la « Run de truck », Marie-Pierre la douce, Daniel le bum… Le travail d'écriture pour retranscrire leur vie dure cinq mois de janvier à juin 1989 et chacun peut choisir son thème et sa musique : pop, rock, western, blues, ballade, rap. Il faut en moyenne cinq à dix séances pour obtenir le résultat final de la chanson.
Bande originale Au Chic resto pop
| N° | Titre                | Interprètes                         |
| -- | -------------------- | ----------------------------------- |
| 1. | Naufragés du rêve    | A. Vidal, S.Faulkner                |
| 2. | Ma run de truck      | P.Gauthier, S.Faulkner              |
| 3. | Au Chic Resto Pop    | D. Léonard, J.Ouellette, S.Faulkner |
| 4. | Simple comme bonjour | M.J Therrien, S.Faulkner            |
| 5. | Toujours un bum      | D.Héroux, S. Faulkner               |
| 6. | Juste un peu d'amour | M.P. Ouellette, S.Faulkner          |

Musicien : Steve Faulkner (Guitare et piano), Philip Gauthier (guitare), Roger Coderre (contrebasse), Gérard Dubé (batterie), Guy Nadon (Percussion), Robert Thériault (trombone), Benoît Lajeunesse (violon), Richard Haworth (harmonica), Charles Papasoff (saxophone).

## Réception
Remportant un bon succès, le film donne une visibilité nouvelle à la fois au travail de l’organisme et d’une manière générale aux projets développés par les milieux défavorisés au Québec,.

## Analyse
Ce documentaire est un film marquant de l’œuvre de Tahani Rached, du fait que la cinéaste s’inspire dans son approche du cinéma direct, ait tissé des liens forts avec les intervenants, et met en scène ces derniers à travers des témoignages majoritairement chantés. Par cette combinaison, le film parle des milieux défavorisés sans apitoiement, et constitue une « stimulante tentative de contrer les effets de la pauvreté ». Il fait partie des œuvres qui ont renouvelé le documentaire social.